# هانگویلر
هانگویلر (به فرانسوی: Hangviller) یک کمون در فرانسه است که در Canton of Phalsbourg واقع شده‌است.

## خصوصیات
هانگویلر ۴٫۵۲ کیلومترمربع مساحت و ۲۸۶ نفر جمعیت دارد و ۲۵۰ متر بالاتر از سطح دریا واقع شده‌است.